# Wereldkampioenschappen moderne vijfkamp 2008
De wereldkampioenschappen moderne vijfkamp 2008 werden gehouden in Boedapest in Hongarije.

## Medailles

### Mannen
| Onderdeel   | Goud | Goud                                           | Zilver | Zilver                                                      | Brons | Brons                                          |
| ----------- | ---- | ---------------------------------------------- | ------ | ----------------------------------------------------------- | ----- | ---------------------------------------------- |
| Individueel | RUS  | Ilja Frolov                                    | CZE    | David Svoboda                                               | BLR   | Jegor Lappo                                    |
| Team        | RUS  | Ilja Frolov Andrej Moisejev Aleksej Toerkin    | UKR    | Jevgeni Borkin Dmytro Kirpulyanskyy Pavlo Timosjtsjenko     | BLR   | Jegor Lappo Mikhail Prokopenko Dzmitry Meliakh |
| Estafette   | BLR  | Mikhail Prokopenko Jegor Lappo Dzmitry Meliakh | LTU    | Andrejus Zadneprovskis Justinas Kinderis Edvinas Krungolcas | HUN   | Péter Tibolya Róbert Kasza Ádám Marosi         |

### Vrouwen
| Onderdeel   | Goud | Goud                                               | Zilver | Zilver                                          | Brons | Brons                                              |
| ----------- | ---- | -------------------------------------------------- | ------ | ----------------------------------------------- | ----- | -------------------------------------------------- |
| Individueel | FRA  | Amélie Caze                                        | EGY    | Aya Medany                                      | GBR   | Katherine Livingston                               |
| Team        | POL  | Edyta Małoszyc Paulina Boenisz Sylwia Czwojdzińska | GBR    | Katherine Livingston Heather Fell Mhairi Spence | HUN   | Leila Gyenesei Adrienn Tóth Zsuzsanna Vörös        |
| Estafette   | HUN  | Adrienn Tóth Leila Gyenesei Sarolta Kovács         | GBR    | Mhairi Spence Heather Fell Katherine Livingston | POL   | Edyta Małoszyc Paulina Boenisz Sylwia Czwojdzińska |

### Medaillespiegel
| Plaats | Land                | Goud | Zilver | Brons | Totaal |
| 1      | Rusland             | 2    | 0      | 0     | 2      |
| 2      | Hongarije           | 1    | 0      | 2     | 3      |
|        | Wit-Rusland         | 1    | 0      | 2     | 3      |
| 4      | Verenigd Koninkrijk | 1    | 0      | 1     | 2      |
| 5      | Wit-Rusland         | 1    | 0      | 0     | 1      |
| 6      | Verenigd Koninkrijk | 0    | 2      | 1     | 3      |
| 7      | Tsjechië            | 0    | 1      | 0     | 1      |
|        | Egypte              | 0    | 1      | 0     | 1      |
|        | Litouwen            | 0    | 1      | 0     | 1      |
|        | Oekraïne            | 0    | 1      | 0     | 1      |
| Totaal | Totaal              | 6    | 6      | 6     | 18     |